# 良鳴
良鳴（英語：Leung Ming，1923年—1990年12月11日），原名梁鳴，別名良明，生於香港，是活躍于1940年代至1980年代的香港資深電影及電視演員，也曾經當導演及電影編劇。他是鄭少秋的啟蒙老師，鄭說良鳴是他的好朋友兼要尊敬的人。前電視藝員張沅薇是他的外孫女，已故藝人劉志榮則為其表侄。1990年12月11日午夜3時30分因血癌病逝於香港港安醫院—司徒拔道，享年68歲。

## 生平
良鳴早年在澳門就讀中學，在學時參與話劇活動，抗戰期間赴澳門加入中國藝聯劇團，1944年跟隨由朱克領導的中國藝聯劇團到桂林參加「西南八省劇展」。香港重光後，良鳴早年活躍於香港電影界，1940年代已與導演吳回合作拍攝粵語片。良鳴於1964年至1966年參加香港话剧团演出。第一個演出话剧《七十二家房客》，良鳴演巡警三六九一角, 大受好評。第二个演出剧目是《人间地狱》，第三个剧目是《绞刑架下的中锋》，都很受观众欢迎。1967年，受香港六七暴動的影响，剧团被迫结束。另外，良鳴亦曾於社區中心教授戲劇課，演員徐廣林是他的學生。由於失意於電影界，未能跟電影公司續約，良鳴一度轉投運輸業，負責搬運地盤鐵材。1970年代獲徐廣林邀請參與過一些話劇演出，並成為歡樂今宵早期的成員之一。同期亦成立「青雲話劇團」作公開演出。直至1970年代中期轉投麗的電視，演出的劇集包括鱷魚淚、ICAC反貪電視劇、香港電台電視部獅子山下等。又加入香港電台，是香港電台首批簽下基本合約的演員。同期加入的基本合約演員尚有曾江、石修、陳立品、葛劍青等。
1986年，良鳴拍攝劇集《哪吒》期間出血性中風，1989年6月確診患上血癌，1990年12月病逝於港安醫院。為紀念良鳴的演藝貢獻，香港電台同月重播他有份參與的《獅子山下》作品。生前不少藝人如鄭恕峰、鄭少秋等人曾是良鳴的戲劇學生。

## 個人生活
良鳴生前已婚，育有3子2女。

## 演出作品
*以下列表只記錄良鳴演出過的劇集作品，若有遺漏，請協助補充相關資料。

### 電視劇（香港電台）
- 1972年－1976年　獅子山下　飾　高就德

### 電視劇（麗的電視/亞洲電視）
| 首播   | 名稱               | 角色       | 備註                                 |
| 1976年 | 十大刺客之荊軻     | 高漸離     |                                      |
| 1977年 | AKJ                |            |                                      |
| 1977年 | 大丈夫             |            |                                      |
| 1977年 | 三少爺的劍         | 啞巴       |                                      |
| 1978年 | 鱷魚淚             | 謝曉君父   |                                      |
| 1978年 | 巨星               | 七歲紅     |                                      |
| 1978年 | 浣花洗劍錄         | 趙總鏢頭   |                                      |
| 1979年 | 新變色龍           | 譚一帆     |                                      |
| 1979年 | 天龍訣             | 南偷       |                                      |
| 1980年 | 浮生六劫           | 趙大年     |                                      |
| 1980年 | 大地恩情           | 楊二可     |                                      |
| 1980年 | 風塵淚             | 柳清平     |                                      |
| 1980年 | 小小心願           | 李泉       |                                      |
| 1980年 | 人在江湖           | 媚父       |                                      |
| 1981年 | 浴血太平山         | 周金       |                                      |
| 1981年 | IQ成熟時           | 彭父       |                                      |
| 1981年 | 天使危機           | 楊震       |                                      |
| 1981年 | 甜甜廿四味         | Yor父      |                                      |
| 1982年 | 天堂有路           | 阿忠       |                                      |
| 1982年 | 凹凸神探           | 玲父       |                                      |
| 1982年 | 家春秋             | 周伯濤     |                                      |
| 1983年 | 一江春水向東流     | 忠伯       |                                      |
| 1983年 | 唐伯虎三戲秋香     | 劉養正     |                                      |
| 1983年 | 八美圖             | 成伯       |                                      |
| 1983年 | 鐵膽英雄           | 槐五       |                                      |
| 1984年 | 霍東閣             | 莫大毛     |                                      |
| 1984年 | 蝴蝶血             | 顧壽仁     |                                      |
| 1984年 | 天靈               | 照相館老闆 |                                      |
| 1984年 | 醉拳王無忌         | 醉仙       |                                      |
| 1985年 | 八仙過海           | 韓愈       |                                      |
| 1985年 | 萍蹤俠影錄         | 周健       |                                      |
| 1985年 | 三世人             | 劉俊文父   |                                      |
| 1985年 | 阮玲玉             | 財叔       |                                      |
| 1985年 | 諸葛亮             | 張寶       |                                      |
| 1986年 | 秦始皇             | 廉頗       |                                      |
| 1986年 | 白髮魔女傳         |            |                                      |
| 1986年 | 哪吒               | 姜子牙     |                                      |
| 1987年 | 滿清十三皇朝       | 索尼       |                                      |
| 1988年 | 黑夜               | 鍾永良     |                                      |
| 1989年 | 龍鳳喜迎春         | 福仙       |                                      |
| 1989年 | 夜琉璃             |            |                                      |
| 1989年 | 上海風雲之危城歲月 |            |                                      |
| 1989年 | 司機大佬           |            |                                      |
| 1990年 | 鬼做你老婆         |            |                                      |
| 1990年 | 難兄難弟           |            | 良鳴生前最後一套完成拍攝作品的電視劇 |

### 電影
- 1947年　豪门春色
- 1947年　比翼鸳鸯
- 1948年　沙场谍影　飾　李鲁子
- 1954年　好女十八嫁　飾　南紅的男朋友
- 1962年　花花世界
- 1962年　情泪染袈裟　飾　福伯
- 1962年　碧玉簪　飾　王兴
- 1963年　含泪的玫瑰　飾　主席
- 1963年　万劫鸳鸯　飾　同学
- 1963年　恩怨情天　飾　学生会主席
- 1963年　玉戒神魔
- 1964年　天从人愿　飾　胡霖
- 1964年　鬼新娘　飾　革命志士
- 1986年　英雄本色  飾  陳伯
- 1987年　英雄本色II 飾  陳伯
- 1989年　爱人同志　飾　老頭

## 電影製作
- 1955年　入乡随俗（副导演/編劇）
- 1956年　嫁坏老公生坏仔（编剧）
- 1956年　铁嘴鸡（导演助理/編劇）
- 1956年　白鹤英雄传（导演助理）
- 1960年　紅粉冤情（副導演/編劇）
- 1960年　天山雙孤鬥屠龍（上集）（編劇）
- 1960年　怪侠赤屠龙（導演/编剧）
- 1960年　屠龍女三鬥粉金剛（導演/編劇）
- 1961年　魔犬追凶（副导演）
- 1961年　十载含冤为我郎（副导演）
- 1961年　慈母手中线（导演助理）
- 1962年　碧玉簪（导演助理）
- 1962年　新姊妹花（编剧）
- 1962年　双凤仇（副导演）
- 1963年　儿女恩仇（制片人）
- 1964年　孽债亲情（副导演）
- 1964年　工厂玫瑰（副导演）
- 1964年　兰闺怨妇（导演助理）
- 1965年　萬里追蹤（副導演）
- 1966年　真假兇手（副導演）

## 外部連結
- 良鳴在互联网电影资料库（IMDb）上的資料（英文）（英文）
- 良鳴在香港影庫上的簡介
- 良鳴在豆瓣上的资料（简体中文）
- 良鳴在时光网上的簡介（简体中文）
- 良鳴：話劇團團長 鄭少秋 的啟蒙老師 及 相冊
- 香港话剧团 1964年至1966年  （页面存档备份，存于）